# Permis de ședere

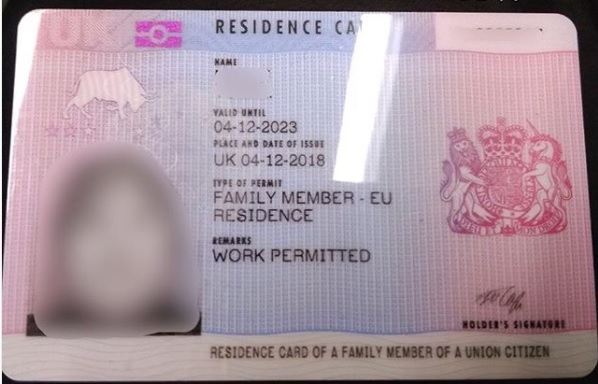
Permis de ședere în Regatul Unit

Permisul de ședere (sau autorizație de rezidență) este un document sau un card necesar în anumite regiuni, ce permite unui cetățean străin să locuiască într-o țară pentru o perioadă determinată sau nedeterminată. Unele țări au adoptat permise de ședere biometrice, sub forma unor carduri care includ informații codificate și cipuri compatibile cu tehnologia RFID/NFC.

## Implementare în România
În România, există urmatoarele tipuri de permise de ședere eliberate în funcție de scopul șederii:
- Permis de ședere temporară cu o valabilitate de la unul până la cinci ani. Permisul de acest tip este acordat străinilor cărora li s-a acordat sau prelungit dreptul de ședere, precum și celor care beneficiază de un statut de protecție în conformitate cu legislația privind azilul din România. Aceștia primesc un cod numeric personal afișat după rubrica „Observații”. În rubrica „Observații” poate fi înscris scopul șederii, cum ar fi:
  - „Angajare”
  - Reîntregire familie
  - Student
  - Membru de familie cetățean român
  - Specializare
  - Activități religioase
  - Activități profesionale
  - Acte comerciale
  - Detașat
  - Alte calități studii
  - Activitate cercetare științifică
  - Elev
  - Student an pregătitor
  - Doctorand
  - Alte scopuri
  - Fost posesor de Carte albastră a UE
  - Refugiat
  - Protecție subsidiară
- Cartea albastră a Uniunii Europene are o valabilitate de până la doi ani și este acordat cetățenilor din state terțe cărora li s-a permis șederea în scopul desfășurării unei activități profesionale înalt calificate. Aceasta este emisă în conformitate cu Directiva 2009/50/CE, iar în rubrica „Observații” este menționat „Înalt calificat”.
- Permis de ședere permanentă; acest permis este emis din 2007 pentru străinii cărora li s-a acordat sau prelungit dreptul de ședere pe termen lung. În mod obișnuit, acesta are valabilitate de cinci ani sau de zece ani (pentru membrii de familie ai cetățenilor români).[2]